# فیرنتزوئولا
فیرنتزوئولا (به ایتالیایی: Firenzuola) یک کومونه در ایتالیا است که در استان فلورانس واقع شده‌است. فیرنتزوئولا ۲۷۱٫۹ کیلومتر مربع مساحت و ۴٬۹۲۱ نفر جمعیت دارد و ۴۲۲ متر بالاتر از سطح دریا واقع شده‌است.

## خواهرخوانده
شهر Meharrize خواهرخواندهٔ فیرنتزوئولا هست.